# デックス・エレモント
デックス・エレモント（オランダ語: Dex Elmont、1984年1月10日 - ）は、オランダのロッテルダム出身の男子柔道家。身長174cm。スリナム系である。

## 来歴
父親は1976年モントリオールオリンピックの柔道競技にスリナム代表で出場した。さらに、兄は2005年世界柔道選手権大会81kg級金メダルのギヨーム・エレモントという柔道一家の次男で、柔道は4歳の時に兄と一緒に始めた。2008年北京オリンピックは66kg級で出場したが、3回戦で敗れた。その後、階級を73kg級に変更して、2010年の世界柔道選手権大会では決勝まで進むものの、日本の秋本啓之に崩袈裟固で敗れて2位に終わった。2011年の世界柔道選手権大会でも決勝まで進むが、日本の中矢力と対戦して指導2で敗れ再び2位に終わった。
2012年のロンドンオリンピックでは準決勝に進出したが、その準決勝で中矢に判定で敗れると3位決定戦でも敗れて5位に終わりメダル獲得はならなかった。2016年のリオデジャネイロオリンピックでは3回戦でハンガリーのミクローシュ・ウングバリに敗れた。

## 主な戦績
- 1999年 - ヨーロッパユースオリンピックフェスティバル　3位(60kg級)

66kg級での戦績
- 2002年 - ヨーロッパジュニア　3位
- 2003年 - ヨーロッパジュニア　優勝
- 2005年 - 世界選手権　7位
- 2006年 - オランダ国際　2位
- 2007年 - ロシア国際　優勝
- 2007年 - ルーマニア国際　優勝
- 2008年 - フランス国際　3位

73kg級での戦績
- 2009年 - ヨーロッパ選手権　2位
- 2010年 - 世界選手権　2位
- 2010年 - グランプリ・ロッテルダム　2位
- 2010年 - グランプリ・アブダビ　3位
- 2011年 - グランプリ・バクー　3位
- 2011年 - グランプリ・アムステルダム　優勝
- 2011年 - グランドスラム・東京　5位
- 2012年 - グランプリ・デュッセルドルフ　3位
- 2012年 - ヨーロッパ選手権　3位
- 2012年 - ロンドンオリンピック　5位
- 2013年 - グランドスラム・パリ　3位
- 2013年 - グランプリ・デュッセルドルフ　2位
- 2013年 - ワールドマスターズ　2位
- 2013年 - 世界選手権　3位
- 2014年 - ヨーロッパ選手権　優勝
- 2014年 - グランプリ・ザグレブ　優勝
- 2014年 - グランドスラム・アブダビ　優勝
- 2015年 - グランプリ・サムスン　3位

(出典、JudoInside.com)。